# حضارة كيش

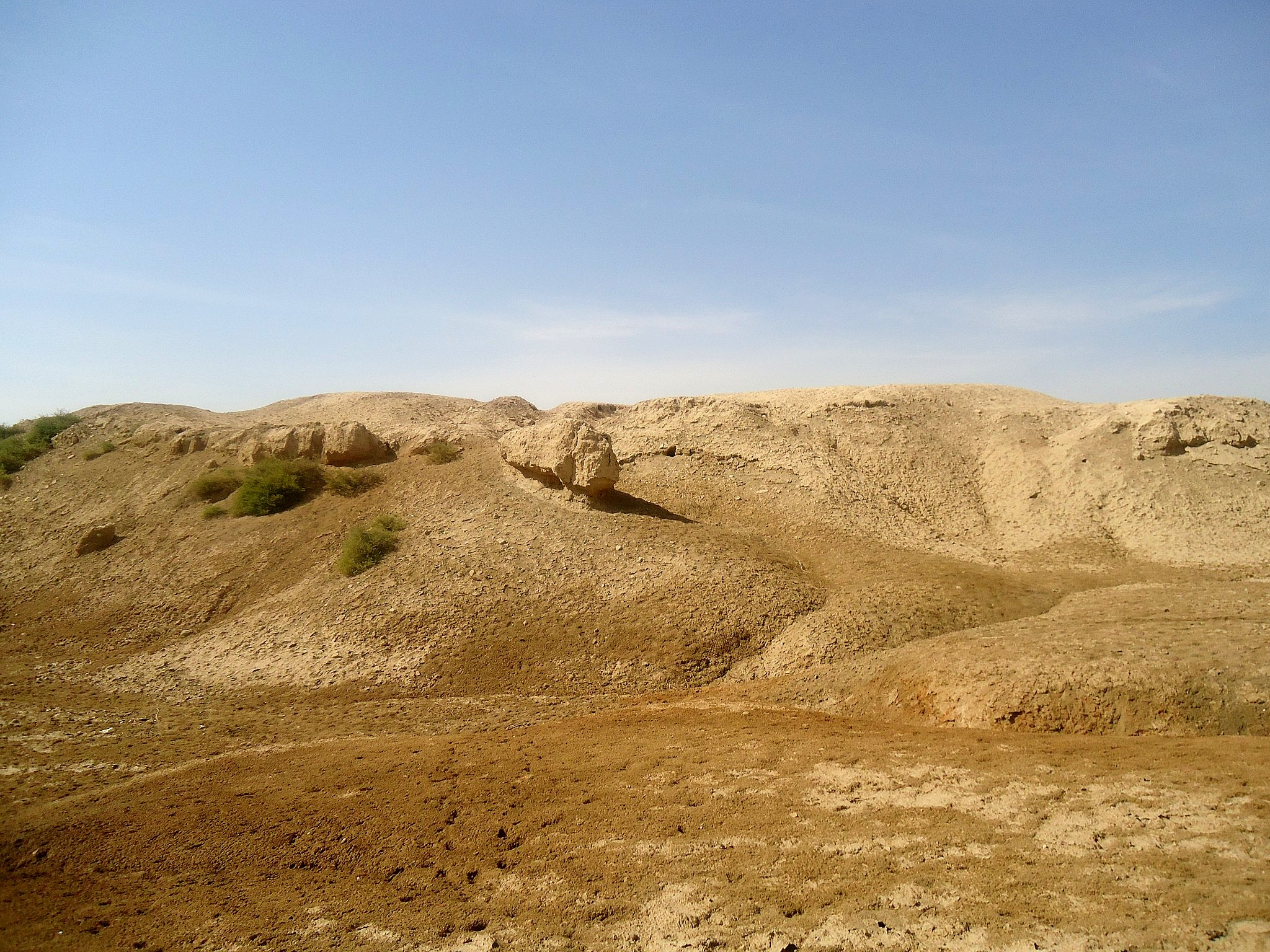
تل قديم في مدينة كيش، بلاد ما بين النهرين، محافظة بابل، العراق

وفقًا لنظرية اقترحها إيغناس جيلب، فإن حضارة كيش شملت مواقع إبلا وماري في بلاد الشام، ونجار في الشمال، ومواقع أبو صلابيخ وكيش الأكادية البدائية في وسط بلاد ما بين النهرين في العصر السامي الشرقي المبكر في بلاد ما بين النهرين وبلاد الشام. بدأ العصر في أوائل الألفية الرابعة قبل الميلاد وانتهى مع صعود الإمبراطورية الأكدية، ولقد تم رفض هذه النظرية من قبل الدراسات الحديثة. 
وفقًا لهذه النظرية، هاجر السكان الساميون الشرقيون من بلاد الشام الحالية وانتشروا في بلاد ما بين النهرين، وربما ساهم السكان الجدد في انهيار فترة أوروك حوالي عام 3100 قبل الميلاد. تميزت هذه الثقافة السامية الشرقية المبكرة بالتشابهات اللغوية والأدبية والإملائية الممتدة من إبلا في الغرب إلى أبو صلابيخ في الشرق. أظهرت الأسماء الشخصية من مدينة كيش السومرية طبيعة سامية شرقية وكشفت أن سكان المدينة كان لديهم مكون سامي قوي منذ فجر التاريخ المسجل، وبما أن جلب اعتبر كيش مركزًا لهذه الحضارة، فمن هنا جاءت التسمية.
شملت أوجه التشابه استخدام نظام كتابة يحتوي على رموز غير سومرية، واستخدام نفس النظام في تسمية أشهر السنة، والتأريخ حسب السنوات الملكية ونظام قياس مماثل. ومع ذلك، كان لكل مدينة نظامها الملكي الخاص.
في حين كانت لغات ماري وإبلا وثيقة الصلة، كانت كيش تمثل كيانًا لغويًا ساميًا شرقيًا مستقلًا يتحدث بلهجة (كيشية)، مختلفة عن كل من اللغة الأكدية ما قبل السرجونية ولغة إيبلا-ماري.
تم رفض النظرية لعدد من الأسباب: فقد ثبت أن التشابهات والروابط اللغوية والأدبية والثقافية بين الأجزاء المختلفة من حضارة كيش المزعومة أصغر بكثير مما اعتقد جيلب، ولا يزال الدور المركزي المزعوم لمدينة كيش غير مثبت، وقد قيل أن الأدلة التسمياتية وغيرها تشير إلى أن المتحدثين بالسامية كانوا لا يزالون يشكلون أقلية صغيرة في شمال بابل خلال الفترة المعنية. 